# Авария Boeing 737 в Сочи
Авария Boeing 737 в Сочи — авиационная авария, произошедшая ночью 1 сентября 2018 года. Авиалайнер Boeing 737-8AS авиакомпании UTair выполнял регулярный пассажирский рейс UT579 по маршруту Москва—Сочи, но во время посадки в аэропорту Сочи выкатился за пределы взлётно-посадочной полосы и рухнул в русло реки Мзымта. В результате аварии были разрушены все три стойки шасси, оба двигателя и часть левого крыла, возник пожар. На его борту находились 172 человека (166 пассажиров и 6 членов экипажа), все они покинули самолёт через эвакуационные выходы. От сердечного приступа скончался руководитель комплексной смены аэропорта Сочи, принимавший участие в спасательной операции.

## Самолёт
Рейс UT579 выполнял Boeing 737-8AS (регистрационный номер VQ-BJI, заводской 29937, серийный 1238), выпущенный 21 октября (по другим данным — 30 октября) 2002 года. С 19 ноября 2002 года по 8 мая 2010 года эксплуатировался ирландской авиакомпанией Ryanair (борт EI-CTB). 8 мая 2010 года был передан авиакомпании «Атлант-Союз» (с 17 сентября того же года — «Авиакомпания Москва») и получил бортовой номер VQ-BDU. 6 октября 2011 года после закрытия «Авиакомпании Москва» был передан авиакомпании UTair, в которой получил бермудский бортовой номер VQ-BJI и имя Владимир Кулешов в честь руководителя Тюменского управления гражданской авиации с 1969 по 1973 годы. Оснащён двумя турбовентиляторными двигателями CFM International CFM56-7B26. На день аварии совершил 23 434 цикла «взлёт-посадка» и налетал 45 745 часов.

## Экипаж и пассажиры
Экипаж рейса UT579 состоял из двух пилотов и четырёх бортпроводников.
- Командир воздушного судна (КВС) — 51-летний Алексей Алексеевич Шнырёв. Окончил Актюбинское ВЛУ ГА в 1991 году и был назначен вторым пилотом Як-40 в авиакомпании «Тюменьавиатранс», в ноябре 2000 года стал командиром Як-40. В январе 2007 года был принят на должность второго пилота Boeing 737 в авиакомпанию Sky Express, в августе 2009 года стал командиром Boeing 737. С октября 2011 года по август 2013 года занимал должность КВС в авиакомпании «Кубань», однако с декабря 2012 года по август 2013 года не выполнял рейсы. В августе 2013 года устроился в авиакомпанию UTair, на момент аварии проработал в ней 5 лет. Налетал 13 995 часов, 6391 из них на Boeing 737 (5147 из них в качестве КВС).
- Второй пилот — 53-летний Сергей Эдуардович Иванов. Окончил Сасовское ЛУ ГА и в период с августа 1986 года по август 1994 года управлял самолётом L-410, с августа 1994 года по январь 1999 года не выполнял рейсы. С января 1999 года по июль 2003 года летал на Як-18 в Благовещенском клубе РОСТО, с июля 2003 года по ноябрь 2007 года не выполнял рейсы. С ноября 2007 года по февраль 2010 года управлял самолётом Ан-24 в авиакомпании «Катэкавиа». В апреле 2010 года, пройдя подготовку в S7 Training, устроился в авиакомпанию Sky Express на должность второго пилота Boeing 737. В декабре 2010 года устроился вторым пилотом в авиакомпанию UTair, на момент аварии проработал в ней 7 лет и 8 месяцев. Налетал 12 277 часов, 5147 из них на Boeing 737[7][8][9].

На борту самолёта находились 166 пассажиров. Из них 18 пассажирам потребовалась медицинская помощь, в том числе 3 детям.
| Гражданство | Пассажиры | Экипаж | Всего |
| ----------- | --------- | ------ | ----- |
| Россия      | 164       | 6      | 170   |
| Украина     | 2         | 0      | 2     |
| Итого       | 166       | 6      | 172   |

## Хронология событий

### Вылет из Москвы, заход на посадку
В 00:33 рейс UT579 оторвался от ВПП московского аэропорта Внуково и взял курс на Сочи. Полёт проходил без отклонений на эшелоне FL350 (35 000 футов или 10 600 метров). Во время крейсерского полёта самолётом управлял второй пилот.
В Сочи в это время были ливневые осадки, сильный ветер и гроза. Эти факторы серьёзно усложняли заход на посадку. В 02:04:45 пилоты приступили к снижению к аэропорту Сочи. Прослушав информацию от диспетчера о погодных условиях на посадке, экипаж отметил сильный ветер и скорректировал режим автоматического торможения на «Максимум». Пилоты начали обходить грозовые очаги в соответствии с командами авиадиспетчеров. В 02:40:55 рейс 579 вышел на глиссаду и в 02:41:15 начал выполнение разворота на посадочный курс. В 02:42:19 были выпущены шасси. В 02:42:48 экипаж сообщил диспетчеру о нахождении на глиссаде и готовности к заходу на посадку.

### Уход на второй круг
В 02:43:50 в кабине пилотов прозвучал сигнал GPWS «MONITOR RADAR DISPLAY», указывающий пилотам обратить внимание на экран радара. С включённым автопилотом и автоматом тяги экипаж продолжил заход на посадку в Сочи. В 02:44:11 в кабине вновь прозвучал сигнал GPWS: «GO AROUND! WINDSHEAR AHEAD!», предупреждающий о возможном сдвиге ветра, который представляет опасность для самолётов на посадочной прямой и необходимости ухода на второй круг. Несмотря на сигнал GPWS, пилоты продолжили заход. В 02:45:09 лайнер попал в сдвиг ветра, тут же прозвучал сигнал GPWS: «WINDSHEAR! WINDSHEAR! WINDSHEAR!». Самолёт после этого должен был уйти на второй круг, однако пилоты некоторое время игнорировали сигнал и продолжали снижение.
В 02:45:19 КВС нажал кнопку TOGA, отключил автопилот, убрал шасси и закрылки и начал выполнение ухода на второй круг. Лайнер взял курс в зону ожидания. Пилоты пытались включить автопилот, изначально им это не удалось (вероятно, из-за неснятия усилий с колонки управления), но вскоре автопилот всё же включился. Решая проблему с автопилотом, второй пилот не выполнил уборку закрылков, несмотря на то, что доложил командиру о выполнении. Трудности экипажа были вызваны эмоциональным напряжением, которое было вызвано уходом на второй круг и существенным увеличением длительности полёта из-за плохих погодных условий. Самолёт следовал в зону ожидания. Пилоты начали обсуждать погоду в аэропорту Сочи (КВС и второй пилот выражали озабоченность погодными условиями).

### Посадка, авария
В 02:49:30 после получения разрешения на посадку рейс 579 начал выполнение разворота для выхода на глиссаду, лайнер при этом продолжал набирать высоту. В 02:49:56 самолёт начал снижение. В 02:51:28 второй пилот (без разрешения командира), обратив внимание на избыток высоты, запросил у авиадиспетчера векторение (оно дало бы экипажу время на снижение), но КВС сразу же сообщил об отсутствии необходимости в этом, и второй пилот вновь связался с авиадиспетчером, в этот раз сообщив об отмене действия. Лайнер в это время всё ещё имел избыточную скорость и высоту. В 02:53:10 рейс 579 вышел на курс, близкий к посадочному. В 02:53:49 авиадиспетчер сообщил пилотам рейса 579 об уходе на второй круг впереди идущего самолёта. Рейс 579 не вышел на глиссаду, однако второй пилот сообщил авиадиспетчеру о выходе на посадочную прямую.
Внимание экипажа привлекло отсутствие сигнала курсового маяка. Второй пилот спросил авиадиспетчера о работоспособности системы ILS и получил утвердительный ответ; вероятно, захвата не произошло из-за движения самолёта параллельно оси ВПП.
В 02:54:46 рейс 579 вышел на глиссаду, одновременно были захвачены курсовой и глиссадный маяки. В 02:54:48 экипаж получил разрешение на посадку. В 02:55:51 снова сработал сигнал GPWS о сдвиге ветра («MONITOR RADAR DISPLAY»). Второй пилот начинает диктовать текущие высоту и скорость самолёта, создавая раздражающий шум в кабине. В 02:56:42 сигнал GPWS о фактическом сдвиге ветра срабатывает в третий раз, предписывая немедленный уход на второй круг, но пилоты снова его проигнорировали. В 02:57:13 КВС отключил автопилот и автомат тяги и взял управление на себя. Сдвиг ветра в этот момент достиг максимума. Полёт над ВПП продолжался ещё 14 секунд. В 02:57:28 рейс UT579 сел на ВПП № 06 аэропорта Сочи. Произошёл автоматический выпуск спойлеров, включилось автоматическое торможение.
Несмотря на доклад второго пилота о выпуске реверса, на самом деле тот не был включён. КВС заметил это и включил его лишь через 20 секунд после посадки. Максимальный реверс в итоге не включился, для этого нужно было больше времени из-за выхода двигателей на земной малый газ. В 02:57:39 КВС взял торможение на себя. В 02:57:43 второй пилот доложил авиадиспетчеру о посадке, получив ответ: «579, вас понял. Вы сможете остановиться?»; ответа же авиадиспетчеру от второго пилота не последовало.
В 02:57:54 на скорости около 140 км/ч рейс UT579 выкатился за пределы ВПП № 06, пробил ограждение аэропорта и рухнул в русло реки Мзымта. От удара у лайнера сломались все три стойки шасси, были сильно повреждены оба двигателя и разрушился левый топливный бак. Произошло возгорание авиатоплива, вытекшего из топливного бака в левом крыле. Началась эвакуация пассажиров и членов экипажа. Наземные службы начали тушение пожара. Во время спасательной операции от сердечного приступа умер Владимир Бегиян — сотрудник аэропорта Сочи, принимавший участие в спасательной операции.

### Расшифровка переговоров
Сокращения
| КВС    | Командир воздушного судна — Алексей Алексеевич Шнырёв        |
| 2П     | Второй пилот — Сергей Эдуардович Иванов                      |
| ДПП    | Авиадиспетчер Сочи-Подход                                    |
| ДПК    | Авиадиспетчер Сочи-Круг                                      |
| СДП    | Авиадиспетчер Сочи-Вышка                                     |
| GPWS   | Система предупреждения о близости земли                      |
| ATIS   | Служба автоматической передачи информации в районе аэродрома |
| Э      | Не указанный в источнике член экипажа                        |
| Д      | Не указанный в источнике авиадиспетчер                       |
| (нрзб) | Неразборчивая речь                                           |

| Переговоры пилотов и авиадиспетчеров | Переговоры пилотов и авиадиспетчеров | Переговоры пилотов и авиадиспетчеров |
| --- | ------------------------------------ | --- |
| 02:04:45 | ATIS                                 | Заход ИЛС ВПП 06. Местами вода 3 мм, сцепление нормативное 055, 055, 05. Для взлёта ВПП 24, местами вода 3 мм, сцепление нормативное 05, 055, 055. Эшелон перехода 50. Контрольная высота 1513 м. РД N закрыта от РД Н до РД М, РД R закрыта. В районе аэродрома и на предпосадочной прямой возможна стая птиц. ВПП 06: ветер 80, град 10, порывы 14. Круг 160, град 6, видимость 2000. Дальность видимости на ВПП более 2000. Гроза вблизи аэродрома, ливневый дождь, незначительная 390, сплошная кучево-дождевая 990, температура 22. Точка росы 19, QFE 759 мм, 1012 гПа. ВПП 24: ветер 70, град 6, порывы 14. Видимость более 10 км, QFE 758 мм, 1010 гПа. Предупреждение: умеренный сдвиг ветра в слое от земли до высоты 200. Грозовые очаги в районе аэродрома без существенных изменений. Горы закрыты. Сообщите получение «Y». |
| В аэропорту Сочи в период с 22:00 до 22:30 31 августа 2018 года отмечалось выпадение сильных ливневых осадков, в результате чего ВПП № 02/20, по докладу аэродромной службы, осуществлявшей её осмотр в 22:26, была залита водой до 5 миллиметров. Вследствие этого ВПП № 02/20 была временно закрыта РП для использования. Для взлётов и посадок работала только ВПП № 06/24, на которой, по докладу аэродромной службы, покрытие водой было 25 % глубиной до 3 миллиметров, сцепление было 055, 055, 0.5. |                                      | |
| В 02:10:34 экипаж доложил о занятии эшелона FL210 и связался с авиадиспетчером Сочи-Подход. |                                      | |
| 02:16:45 | ДПП                                  | UTAIR 579, на полосу 0-6: ветер 80 градусов, 9, порыв 18, видимость по огням — 3500, 2600, 1900, QFE — 1012 и QNH изменился — 1014. |
| В 02:17:35 экипаж доложил о занятии эшелона FL90 и связался с авиадиспетчером Сочи-Круг. |                                      | |
| 02:19:24 | ДПК                                  | UTAIR 579, для Вашей информации, борт сию только что сел, второй на прямой, первый подтвердил всю информацию имеющуюся. |
| 02:23:08 | ДПК                                  | UTAIR 579, для вашей информации, видимость на полосу 06 — 1000 метров, 650 метров, 1400 по огням и ветер 90 градусов, 17 метров, порывы — 22, вот AIRBALTIC сию на второй круг уходит. |
| 02:32:49 | ДПК                                  | UTAIR 579, для вашей информации, скорее всего 02, готовьтесь заход ILS, полоса 02 и фактический ветер для полосы 02: 350 градусов 4м/с, порыв 15 метров, видимость 1300, 600 метров, 2800, остальное без изменений. |
| | КВС                                  | По нашим данным, минимум там самый лучший, 2400 должна быть видимость. |
| | ДПК                                  | UTAIR 579, для полосы 02 видимость 160 на 2500, сейчас фактически 1800, 600, 4100. По огням. |
| | КВС                                  | Дурака включим, зайдём? |
| | 2П                                   | Ну чтобы уходить не пришлось. |
| 23:35:11 | ДПК                                  | UTAIR 579, погода для полосы 06 фактическая: 90 градусов, 7м/с, порыв 19 метров, видимость по огням 3500, 1500, 3500. |
| Экипаж отвечает авиадиспетчеру, говоря о том, что погода им подходит и они продолжат выполнение захода на полосу 06. |                                      | |
| 02:35:45 | ДПК                                  | UTAIR 579, вас понял, сохраняйте эшелон 70, следуйте прямо на SS062. Заход ILS будет у вас, полоса 06. |
| | КВС                                  | Если уходить будем без паники, хорошо? |
| | КВС                                  | Спокойно, ты остаёшься pilot flying, да? |
| Второй пилот отвечает утвердительно. |                                      | |
| 02:40:52 | ДПК                                  | UTAIR 579, вправо курс 020, заход ILS разрешаю, полоса 06, захват курсового доложите. |
| Экипаж подтверждает указание авиадиспетчера. |                                      | |
| 02:42:34 | ДПК                                  | UTAIR 579, работайте с Вышкой 119 запятая ноль, всего доброго! |
| 02:42:48 | Э                                    | Сочи-Вышка, UTAIR 579, доброй ночи, на прямой в глиссаде, к посадке готов. |
| 02:42:55 | СДП                                  | UTAIR 579, Сочи-Вышка, доброй ночи, на посадочном, полоса 06, ветер у земли 130 градусов, 7, порыв 11 метров в секунду, посадку разрешаю. |
| 02:43:50 | GPWS                                 | MONITOR RADAR DISPLAY. |
| | КВС                                  | Что он сказал? |
| | 2П                                   | Ну, он windshear предупреждает. |
| | КВС                                  | Пробуем! |
| 02:44:11 | GPWS                                 | GO AROUND! WINDSHEAR AHEAD! |
| | КВС                                  | Главное скорость! |
| | 2П                                   | Да-да. |
| 02:44:24 | GPWS                                 | PLUS HUNDRED. |
| 02:44:32 | GPWS                                 | MINIMUMS. |
| | КВС                                  | Скорость смотришь? |
| | 2П                                   | Смотрю, смотрю, смотрю. Ты на землю смотри. |
| | КВС                                  | Ты скорость, я на землю. |
| | 2П                                   | Да. |
| | КВС                                  | Ты скорость, я на землю. |
| | 2П                                   | Да. |
| 02:45:03 | 2П                                   | Видишь полосу? Я вижу. |
| 02:45:09 | GPWS                                 | WINDSHEAR! WINDSHEAR! WINDSHEAR! |
| | КВС                                  | Ты скорость, я на землю. |
| | 2П                                   | Ты видишь полосу?! |
| В 02:45:19 экипаж уходит на второй круг. |                                      | |
| 02:45:29 | СДП                                  | UTAIR 579, уходите на второй круг как опубликовано, работайте с кругом 119 запятая 7. |
| | 2П                                   | 119 и 7 работаем, UTAIR 579. |
| 02:46:16 | КВС                                  | Автопилот. |
| 02:46:22 | КВС                                  | Автопилот. |
| 02:46:28 | КВС                                  | Автопилот не включается…! |
| 02:46:35 | 2П                                   | Не включился. Крен. Выводим из крена. |
| 02:46:43 | GPWS                                 | *Предупреждение о выключении автопилота* |
| | 2П                                   | Так, level change, heading select и flaps up available. |
| | 2П                                   | Подключился. |
| | КВС                                  | Flaps up. |
| | 2П                                   | Up пошли. |
| | КВС                                  | Так, flaps'ы, блядь у нас flaps’ы, ебать ту Люсю! |
| 02:48:11 | КВС                                  | Выключи ты эти, блядь, дворники! |
| 02:48:12 | 2П                                   | Да. |
| 02:48:17 | 2П                                   | Есть. |
| 02:48:19 | 2П                                   | Так, блядь, в Сочах заходить в такую жопу, блядь, да ну его на фиг, да? |
| 02:48:22 | КВС                                  | Ебать в рот! |
| 02:48:24 | 2П                                   | Да. |
| 23:48:24 | КВС                                  | Там вообще ни хуя не было видно! |
| 23:48:26 | 2П                                   | Да. |
| 02:48:24 | КВС                                  | Вообще, блядь, ни хера! |
| 02:48:33 | ДПК                                  | UTAIR 579, для вашей информации: после вашего ухода ветер — порывы более 9 не поднимаются. По видимости: 2500, 2600, 2400 по огням. |
| 02:49:00 | ДПК                                  | UTAIR 579, снижайтесь 600 метров, QFE — 1013 гектопаскалей, по готовности, Sierra Sierra-0-62. Заход ILS разрешаю, полоса 06. |
| | 2П                                   | Sierra Sierra-0-62, по готовности, 600 снижаемся, UTAIR 579. |
| Экипаж в спешке настраивает системы самолёта для захода на посадку. |                                      | |
| 02:49:31 | КВС                                  | Какой-нибудь KOGUL действительно воткни там, потом перебьём. Давай, давай, давай, давай, давай. |
| 02:49:41 | 2П                                   | Давление 14. |
| 02:49:52 | ДПК                                  | UTAIR 579, заход ILS разрешаю, полоса 06. |
| Экипаж подтверждает указание авиадиспетчера. |                                      | |
| 02:50:00 | ДПК                                  | UTAIR 579, ветер на полосе 06 200 градусов 3 метра в секунду, порыв 9 метров в секунду, видимость по огням — 3500, 2800, 2800. |
| 02:51:28 | 2П                                   | UTAIR 579, высоковато идем, немножко влево отвекторимся? |
| Авиадиспетчер даёт указание следовать на курс 290. |                                      | |
| | КВС                                  | А, сию… подходим к профилю, на посадочный выходим, 579. |
| 02:52:02 | 2П                                   | 16 миль. 1000 сверху, все подходим к профилю. Подходим. |
| 02:52:06 | КВС                                  | LNAV. |
| 02:52:07 | 2П                                   | К профилю подходим, скручивай скорость. Check. |
| | КВС                                  | Блядь, что там? Heading. Heading. Это что такое? |
| | GPWS                                 | *Предупреждение о выключении автопилота* |
| 02:52:28 | ДПК                                  | UTAIR 579, за 52 минуты ветер 200 градусов 4, порывы 8. Видно 6000, 3500, 3100. |
| 02:53:49 | ДПК                                  | UTAIR 579, впереди идущий уходит на второй круг. |
| В 02:54:07 авиадиспетчер Сочи-Круг перевёл экипаж на связь с авиадиспетчером Сочи-Вышка. |                                      | |
| 02:54:14 | 2П                                   | Вышка, UTAIR 579, на рубеже 600. |
| | СДП                                  | UTAIR 579, Сочи-Вышка, на посадочном, полоса правее посадочного, полоса 06, продолжайте заход. |
| Экипаж замечает, что захвата курсового маяка не произошло. |                                      | |
| 02:54:18 | КВС                                  | Ни VORLOC’а, ни хуя! |
| Второй пилот в 02:54:25 спросил авиадиспетчера о работоспособности системы ИЛС и получил утвердительный ответ. Анализ показал, что, вероятнее всего, это произошло из-за того, что самолёт двигался параллельно оси ВПП. |                                      | |
| В 02:54:46 произошел одновременный захват курсового и глиссадного маяков. Автоматика начала автоматическое снижение самолёта по глиссаде. |                                      | |
| В 02:54:48 экипаж доложил авиадиспетчеру о захвате курсового маяка. |                                      | |
| | СДП                                  | UTAIR 579, вас понял, полоса 06, ветер у земли 200 градусов 4 метра в секунду, посадку разрешаю. |
| 02:55:51 | GPWS                                 | MONITOR RADAR DISPLAY. |
| 02:55:56 | GPWS                                 | GO AROUND! WINDSHEAR AHEAD! |
| | КВС                                  | Когда я тебе скажу. Скорость мне читай без передыха, ладно? |
| | КВС                                  | И высоты, если не сложно. |
| | КВС                                  | Если я полосу не буду видеть, я блядь не буду садиться! |
| 02:56:05 | GPWS                                 | ONE THOUSAND. |
| | КВС                                  | To minimum. |
| 02:56:21 | GPWS                                 | PLUS HUNDRED. |
| Второй пилот начинает диктовать скорость и высоту без перерывов. |                                      | |
| 02:56:42 | GPWS                                 | WINDSHEAR! WINDSHEAR! WINDSHEAR! |
| 02:57:13 | GPWS                                 | *Предупреждение о выключении автопилота* |
| Командир отключает автопилот и автомат тяги, переходя на ручное управление. |                                      | |
| 02:57:28 | Самолёт садится на ВПП.              | Самолёт садится на ВПП. |
| 02:57:30 | 2П                                   | Speed brake up, Reversers maximum… |
| 02:57:34 | 2П                                   | …аutobrake мaximum in use. |
| Второй пилот докладывает о включении реверса, однако реверс не был включён. |                                      | |
| 02:57:39 | КВС                                  | Autobrake точно в работе? |
| | 2П                                   | Блядь, тормози. Да. Тормози вручную! |
| 02:57:43 | 2П                                   | 579, посадка. |
| | СДП                                  | 579, вас понял, вы сможете остановиться? |
| В 02:57:54 самолёт выкатывается за пределы ВПП, пробивает ограждение аэропорта и падает в русло реки Мзымта. |                                      | |
| Экипаж объявляет об эвакуации. |                                      | |
| | Д                                    | 579, обстановка на борту, эвакуацию начали? |
| | Э                                    | (нрзб) |
| | Д                                    | 579, вы эвакуацию начали? |
| | Э                                    | Не слышу! |
| | Д                                    | Вы эвакуацию начали? |
| | Э                                    | Эвакуация… (нрзб). Горим! |
| | Д                                    | Понял, пожарные подъезжают. |
| | Э                                    | Спасибо. |
| | Д                                    | 579, эвакуация проходит нормально у вас? Пожарные подъезжают. |
| | Э                                    | Мы горим! |
| | Д                                    | Вас понял. |

## Расследование
Расследование причин аварии рейса UT579 проводили Межгосударственный авиационный комитет (МАК) и Следственный комитет РФ. Было возбуждено уголовное дело по статье 238 УК РФ («Оказание услуг, не отвечающих требованиям безопасности здоровья потребителей»). МАК организовал комиссию по расследованию причин в день аварии.
Из самолёта были успешно извлечены речевой и параметрические самописцы, которые после аварии не пострадали и находились на штатном месте установки. Самописцы были отправлены в лабораторию МАК для изучения. Анализ записей показал, что в самописцах содержалась полная информация о последних трёх рейсах самолёта. Была организована внеплановая проверка авиакомпании UTair, которой принадлежал пострадавший самолёт.
3 ноября 2018 года МАК опубликовал промежуточный отчёт расследования, а 12 декабря 2019 года — окончательный. Согласно отчёту, причинами аварии стали игнорирование экипажем рейса UT579 сигнала GPWS о сдвиге ветра, ВПП с коэффициентом сцепления менее 0.3, полностью автоматический полёт почти без вмешательства пилотов, отсутствие должной профилактики в авиакомпании подобных случаев, недостаточные знания экипажа, напряжённость в экипаже во время непредвиденной ситуации, ошибки пилотов при нахождении на ВПП аэропорта Сочи и отсутствие замеров состояния ВПП аэропорта Сочи наземными службами. КВС Шнырёв признан виновным СК РФ в нарушении правил безопасности движения и эксплуатации воздушного транспорта, повлекшем по неосторожности причинение крупного ущерба.

## Компенсации
Всем пассажирам рейса 579 страховая компания «Сургутнефтегаз» обязалась выплатить компенсацию. В Нагатинский суд Москвы и Истринский суд Московской области были поданы иски в общей сложности 15 000 000 рублей от пассажиров рейса 579. Ущерб от аварии оценён в 881,2 миллиона рублей: 615 миллионов рублей — ущерб собственнику воздушного судна, около 265 миллиону — эксплуатанту воздушного судна, более 1,2 миллиона рублей — аэропорту Сочи.

### Комментарии
1. ↑  Здесь и далее указано московское время (UTC+3). В отчёте МАК указано всемирное координированное время (UTC)